# Apanteles icarti
Apanteles icarti är en stekelart som beskrevs av Blanchard 1960. Apanteles icarti ingår i släktet Apanteles och familjen bracksteklar. Inga underarter finns listade i Catalogue of Life.